# Tour Down Under 2020
La 22e édition du Tour Down Under (officiellement nommé Santos Tour Down Under), une course cycliste par étapes, a lieu du 21 au 26 janvier 2020 en Australie. L'épreuve se déroule sur six jours entre Tanunda et Willunga Hill sur un parcours de 870,2 km. C'est la première épreuve de l'UCI World Tour 2020, le calendrier le plus important du cyclisme sur route.

## Présentation

### Parcours
L'épreuve est constituée de six courses en ligne et aucun contre-la-montre. L'avant-veille de l'épreuve se déroule un critérium plat destiné aux sprinteurs, la Schwalbe Classic. 
Les cinq premières étapes de ce Tour Down Under comprennent toutes quelques difficultés à divers endroits de la course. La sixième et dernière étape se termine avec la montée de Willunga Hill (3,5 kilomètres de long et 7 % de dénivelé), après un premier passage quelques kilomètres auparavant et qui joue souvent un rôle décisif dans la course.

### Équipes
Vingt équipes participent à ce Tour Down Under 2020 - les dix-neuf WorldTeams et l'équipe nationale d'Australie.
| WorldTeams (19)- AG2R La Mondiale - Astana - Bahrain McLaren - Bora-Hansgrohe - CCC Team - Cofidis - Deceuninck-Quick Step - EF Pro Cycling - Groupama-FDJ - Israel Start-Up Nation - Lotto Soudal - Mitchelton-Scott - Movistar Team - NTT Pro Cycling - Ineos - Jumbo-Visma - Team Sunweb - Trek-Segafredo - UAE Team Emirates Équipe nationale sponsorisée- UniSA-Australia |
| |

## Étapes
Ce Tour Down Under comporte six étapes pour un total de 870,2 kilomètres à parcourir.
| Étape     | Date     | Villes étapes                | type                      | Distance (km) | Vainqueur d'étape | Leader du classement général |
| --------- | -------- | ---------------------------- | ------------------------- | ------------- | ----------------- | ---------------------------- |
| 1re étape | 21 janv. | Tanunda – Tanunda            | étape de plaine           | 150           | Sam Bennett       | Sam Bennett                  |
| 2e étape  | 22 janv. | Woodside – Stirling          | étape vallonnée           | 135,8         | Caleb Ewan        | Caleb Ewan                   |
| 3e étape  | 23 janv. | Unley – Paracombe            | étape de moyenne montagne | 131,8         | Richie Porte      | Richie Porte                 |
| 4e étape  | 24 janv. | Norwood – Murray Bridge      | étape vallonnée           | 152,8         | Caleb Ewan        | Richie Porte                 |
| 5e étape  | 25 janv. | Glenelg – Victor Harbor      | étape de moyenne montagne | 149,1         | Giacomo Nizzolo   | Daryl Impey                  |
| 6e étape  | 26 janv. | McLaren Vale – Willunga Hill | étape de moyenne montagne | 151,5         | Matthew Holmes    | Richie Porte                 |

## Déroulement de la course

### 1reétape
| \| Classement de l'étape \| Classement de l'étape \| Classement de l'étape \| Classement de l'étape \| Classement de l'étape \| \| Coureur \| Coureur \| Pays \| Équipe \| Temps \| \| --------------------- \| --------------------- \| --------------------- \| ---------------------- \| --------------------- \| \| 1er \| Sam Bennett \| Irlande \| Deceuninck-Quick Step \| 3 h 28 min 54 s \| \| 2e \| Jasper Philipsen \| Belgique \| UAE Team Emirates \| + 0 s \| \| 3e \| Erik Baška \| Slovaquie \| Bora-Hansgrohe \| + 0 s \| \| 4e \| Elia Viviani \| Italie \| Cofidis \| + 0 s \| \| 5e \| André Greipel \| Allemagne \| Israel Start-Up Nation \| + 0 s \| \| 6e \| Kristoffer Halvorsen \| Norvège \| EF Pro Cycling \| + 0 s \| \| 7e \| Caleb Ewan \| Australie \| Lotto-Soudal \| + 0 s \| \| 8e \| Marc Sarreau \| France \| Groupama-FDJ \| + 0 s \| \| 9e \| Sam Welsford \| Australie \| UniSA-Australia \| + 0 s \| \| 10e \| Alberto Dainese \| Italie \| Team Sunweb \| + 0 s \| |                      |           |                        |                 |
| |                      |           |                        |                 |
| Source : ProCyclingStats |                      |           |                        |                 |
| Classement de l'étape |                      |           |                        |                 |
| Coureur | Coureur              | Pays      | Équipe                 | Temps           |
| 1er | Sam Bennett          | Irlande   | Deceuninck-Quick Step  | 3 h 28 min 54 s |
| 2e | Jasper Philipsen     | Belgique  | UAE Team Emirates      | + 0 s           |
| 3e | Erik Baška           | Slovaquie | Bora-Hansgrohe         | + 0 s           |
| 4e | Elia Viviani         | Italie    | Cofidis                | + 0 s           |
| 5e | André Greipel        | Allemagne | Israel Start-Up Nation | + 0 s           |
| 6e | Kristoffer Halvorsen | Norvège   | EF Pro Cycling         | + 0 s           |
| 7e | Caleb Ewan           | Australie | Lotto-Soudal           | + 0 s           |
| 8e | Marc Sarreau         | France    | Groupama-FDJ           | + 0 s           |
| 9e | Sam Welsford         | Australie | UniSA-Australia        | + 0 s           |
| 10e | Alberto Dainese      | Italie    | Team Sunweb            | + 0 s           |

| \| Classement général \| Classement général \| Classement général \| Classement général \| Classement général \| \| Coureur \| Coureur \| Pays \| Équipe \| Temps \| \| ------------------ \| ------------------- \| ------------------ \| --------------------- \| ------------------ \| \| 1er \| Sam Bennett \| Irlande \| Deceuninck-Quick Step \| 3 h 28 min 44 s \| \| 2e \| Jasper Philipsen \| Belgique \| UAE Team Emirates \| + 4 s \| \| 3e \| Erik Baška \| Slovaquie \| Bora-Hansgrohe \| + 6 s \| \| 4e \| Daryl Impey \| Afrique du Sud \| Mitchelton-Scott \| + 7 s \| \| 5e \| Jarrad Drizners \| Australie \| UniSA-Australia \| + 7 s \| \| 6e \| Christopher Lawless \| Royaume-Uni \| Team Ineos \| + 8 s \| \| 7e \| Dylan Sunderland \| Australie \| NTT Pro Cycling \| + 8 s \| \| 8e \| Nathan Haas \| Australie \| Cofidis \| + 9 s \| \| 9e \| Michael Storer \| Australie \| Team Sunweb \| + 9 s \| \| 10e \| Elia Viviani \| Italie \| Cofidis \| + 10 s \| |                     |                |                       |                 |
| |                     |                |                       |                 |
| Source : ProCyclingStats |                     |                |                       |                 |
| Classement général |                     |                |                       |                 |
| Coureur | Coureur             | Pays           | Équipe                | Temps           |
| 1er | Sam Bennett         | Irlande        | Deceuninck-Quick Step | 3 h 28 min 44 s |
| 2e | Jasper Philipsen    | Belgique       | UAE Team Emirates     | + 4 s           |
| 3e | Erik Baška          | Slovaquie      | Bora-Hansgrohe        | + 6 s           |
| 4e | Daryl Impey         | Afrique du Sud | Mitchelton-Scott      | + 7 s           |
| 5e | Jarrad Drizners     | Australie      | UniSA-Australia       | + 7 s           |
| 6e | Christopher Lawless | Royaume-Uni    | Team Ineos            | + 8 s           |
| 7e | Dylan Sunderland    | Australie      | NTT Pro Cycling       | + 8 s           |
| 8e | Nathan Haas         | Australie      | Cofidis               | + 9 s           |
| 9e | Michael Storer      | Australie      | Team Sunweb           | + 9 s           |
| 10e | Elia Viviani        | Italie         | Cofidis               | + 10 s          |

### 2eétape
| \| Classement de l'étape \| Classement de l'étape \| Classement de l'étape \| Classement de l'étape \| Classement de l'étape \| \| Coureur \| Coureur \| Pays \| Équipe \| Temps \| \| --------------------- \| --------------------- \| --------------------- \| --------------------- \| --------------------- \| \| 1er \| Caleb Ewan \| Australie \| Lotto-Soudal \| 3 h 29 min 01 s \| \| 2e \| Daryl Impey \| Afrique du Sud \| Mitchelton-Scott \| + 0 s \| \| 3e \| Nathan Haas \| Australie \| Cofidis \| + 0 s \| \| 4e \| Jasper Philipsen \| Belgique \| UAE Team Emirates \| + 0 s \| \| 5e \| Fabio Felline \| Italie \| Astana \| + 0 s \| \| 6e \| Andrea Vendrame \| Italie \| AG2R La Mondiale \| + 0 s \| \| 7e \| Timo Roosen \| Pays-Bas \| Jumbo-Visma \| + 0 s \| \| 8e \| Luis León Sánchez \| Espagne \| Astana \| + 0 s \| \| 9e \| Diego Ulissi \| Italie \| UAE Team Emirates \| + 0 s \| \| 10e \| George Bennett \| Nouvelle-Zélande \| Jumbo-Visma \| + 0 s \| |                   |                  |                   |                 |
| |                   |                  |                   |                 |
| Source : ProCyclingStats |                   |                  |                   |                 |
| Classement de l'étape |                   |                  |                   |                 |
| Coureur | Coureur           | Pays             | Équipe            | Temps           |
| 1er | Caleb Ewan        | Australie        | Lotto-Soudal      | 3 h 29 min 01 s |
| 2e | Daryl Impey       | Afrique du Sud   | Mitchelton-Scott  | + 0 s           |
| 3e | Nathan Haas       | Australie        | Cofidis           | + 0 s           |
| 4e | Jasper Philipsen  | Belgique         | UAE Team Emirates | + 0 s           |
| 5e | Fabio Felline     | Italie           | Astana            | + 0 s           |
| 6e | Andrea Vendrame   | Italie           | AG2R La Mondiale  | + 0 s           |
| 7e | Timo Roosen       | Pays-Bas         | Jumbo-Visma       | + 0 s           |
| 8e | Luis León Sánchez | Espagne          | Astana            | + 0 s           |
| 9e | Diego Ulissi      | Italie           | UAE Team Emirates | + 0 s           |
| 10e | George Bennett    | Nouvelle-Zélande | Jumbo-Visma       | + 0 s           |

| \| Classement général \| Classement général \| Classement général \| Classement général \| Classement général \| \| Coureur \| Coureur \| Pays \| Équipe \| Temps \| \| ------------------ \| ------------------- \| ------------------ \| --------------------- \| ------------------ \| \| 1er \| Caleb Ewan \| Australie \| Lotto-Soudal \| 6 h 56 min 15 s \| \| 2e \| Sam Bennett \| Irlande \| Deceuninck-Quick Step \| + 0 s \| \| 3e \| Daryl Impey \| Afrique du Sud \| Mitchelton-Scott \| + 1 s \| \| 4e \| Jasper Philipsen \| Belgique \| UAE Team Emirates \| + 4 s \| \| 5e \| Nathan Haas \| Australie \| Cofidis \| + 5 s \| \| 6e \| Jarrad Drizners \| Australie \| UniSA-Australia \| + 7 s \| \| 7e \| Dylan Sunderland \| Australie \| NTT Pro Cycling \| + 8 s \| \| 8e \| Christopher Lawless \| Royaume-Uni \| Team Ineos \| + 8 s \| \| 9e \| Jay McCarthy \| Australie \| Bora-Hansgrohe \| + 8 s \| \| 10e \| George Bennett \| Nouvelle-Zélande \| Jumbo-Visma \| + 9 s \| |                     |                  |                       |                 |
| |                     |                  |                       |                 |
| Source : ProCyclingStats |                     |                  |                       |                 |
| Classement général |                     |                  |                       |                 |
| Coureur | Coureur             | Pays             | Équipe                | Temps           |
| 1er | Caleb Ewan          | Australie        | Lotto-Soudal          | 6 h 56 min 15 s |
| 2e | Sam Bennett         | Irlande          | Deceuninck-Quick Step | + 0 s           |
| 3e | Daryl Impey         | Afrique du Sud   | Mitchelton-Scott      | + 1 s           |
| 4e | Jasper Philipsen    | Belgique         | UAE Team Emirates     | + 4 s           |
| 5e | Nathan Haas         | Australie        | Cofidis               | + 5 s           |
| 6e | Jarrad Drizners     | Australie        | UniSA-Australia       | + 7 s           |
| 7e | Dylan Sunderland    | Australie        | NTT Pro Cycling       | + 8 s           |
| 8e | Christopher Lawless | Royaume-Uni      | Team Ineos            | + 8 s           |
| 9e | Jay McCarthy        | Australie        | Bora-Hansgrohe        | + 8 s           |
| 10e | George Bennett      | Nouvelle-Zélande | Jumbo-Visma           | + 9 s           |

### 3eétape
| \| Classement de l'étape \| Classement de l'étape \| Classement de l'étape \| Classement de l'étape \| Classement de l'étape \| \| Coureur \| Coureur \| Pays \| Équipe \| Temps \| \| --------------------- \| --------------------- \| --------------------- \| --------------------- \| --------------------- \| \| 1er \| Richie Porte \| Australie \| Trek-Segafredo \| 3 h 14 min 09 s \| \| 2e \| Robert Power \| Australie \| Team Sunweb \| + 5 s \| \| 3e \| Simon Yates \| Royaume-Uni \| Mitchelton-Scott \| + 5 s \| \| 4e \| Rohan Dennis \| Australie \| Team Ineos \| + 5 s \| \| 5e \| Diego Ulissi \| Italie \| UAE Team Emirates \| + 5 s \| \| 6e \| Daryl Impey \| Afrique du Sud \| Mitchelton-Scott \| + 5 s \| \| 7e \| Dylan van Baarle \| Pays-Bas \| Team Ineos \| + 5 s \| \| 8e \| Simon Geschke \| Allemagne \| CCC Team \| + 5 s \| \| 9e \| George Bennett \| Nouvelle-Zélande \| Jumbo-Visma \| + 5 s \| \| 10e \| Lucas Hamilton \| Australie \| Mitchelton-Scott \| + 5 s \| |                  |                  |                   |                 |
| |                  |                  |                   |                 |
| Source : ProCyclingStats |                  |                  |                   |                 |
| Classement de l'étape |                  |                  |                   |                 |
| Coureur | Coureur          | Pays             | Équipe            | Temps           |
| 1er | Richie Porte     | Australie        | Trek-Segafredo    | 3 h 14 min 09 s |
| 2e | Robert Power     | Australie        | Team Sunweb       | + 5 s           |
| 3e | Simon Yates      | Royaume-Uni      | Mitchelton-Scott  | + 5 s           |
| 4e | Rohan Dennis     | Australie        | Team Ineos        | + 5 s           |
| 5e | Diego Ulissi     | Italie           | UAE Team Emirates | + 5 s           |
| 6e | Daryl Impey      | Afrique du Sud   | Mitchelton-Scott  | + 5 s           |
| 7e | Dylan van Baarle | Pays-Bas         | Team Ineos        | + 5 s           |
| 8e | Simon Geschke    | Allemagne        | CCC Team          | + 5 s           |
| 9e | George Bennett   | Nouvelle-Zélande | Jumbo-Visma       | + 5 s           |
| 10e | Lucas Hamilton   | Australie        | Mitchelton-Scott  | + 5 s           |

| \| Classement général \| Classement général \| Classement général \| Classement général \| Classement général \| \| Coureur \| Coureur \| Pays \| Équipe \| Temps \| \| ------------------ \| ------------------ \| ------------------ \| ------------------ \| ------------------ \| \| 1er \| Richie Porte \| Australie \| Trek-Segafredo \| 10 h 10 min 24 s \| \| 2e \| Daryl Impey \| Afrique du Sud \| Mitchelton-Scott \| + 6 s \| \| 3e \| Robert Power \| Australie \| Team Sunweb \| + 9 s \| \| 4e \| Simon Yates \| Royaume-Uni \| Mitchelton-Scott \| + 11 s \| \| 5e \| George Bennett \| Nouvelle-Zélande \| Jumbo-Visma \| + 14 s \| \| 6e \| Diego Ulissi \| Italie \| UAE Team Emirates \| + 15 s \| \| 7e \| Simon Geschke \| Allemagne \| CCC Team \| + 15 s \| \| 8e \| Rohan Dennis \| Australie \| Team Ineos \| + 15 s \| \| 9e \| Dylan van Baarle \| Pays-Bas \| Team Ineos \| + 15 s \| \| 10e \| Lucas Hamilton \| Australie \| Mitchelton-Scott \| + 15 s \| |                  |                  |                   |                  |
| |                  |                  |                   |                  |
| Source : ProCyclingStats |                  |                  |                   |                  |
| Classement général |                  |                  |                   |                  |
| Coureur | Coureur          | Pays             | Équipe            | Temps            |
| 1er | Richie Porte     | Australie        | Trek-Segafredo    | 10 h 10 min 24 s |
| 2e | Daryl Impey      | Afrique du Sud   | Mitchelton-Scott  | + 6 s            |
| 3e | Robert Power     | Australie        | Team Sunweb       | + 9 s            |
| 4e | Simon Yates      | Royaume-Uni      | Mitchelton-Scott  | + 11 s           |
| 5e | George Bennett   | Nouvelle-Zélande | Jumbo-Visma       | + 14 s           |
| 6e | Diego Ulissi     | Italie           | UAE Team Emirates | + 15 s           |
| 7e | Simon Geschke    | Allemagne        | CCC Team          | + 15 s           |
| 8e | Rohan Dennis     | Australie        | Team Ineos        | + 15 s           |
| 9e | Dylan van Baarle | Pays-Bas         | Team Ineos        | + 15 s           |
| 10e | Lucas Hamilton   | Australie        | Mitchelton-Scott  | + 15 s           |

### 4eétape
| \| Classement de l'étape \| Classement de l'étape \| Classement de l'étape \| Classement de l'étape \| Classement de l'étape \| \| Coureur \| Coureur \| Pays \| Équipe \| Temps \| \| --------------------- \| --------------------- \| --------------------- \| ---------------------- \| --------------------- \| \| 1er \| Caleb Ewan \| Australie \| Lotto-Soudal \| 3 h 29 min 08 s \| \| 2e \| Sam Bennett \| Irlande \| Deceuninck-Quick Step \| + 0 s \| \| 3e \| Jasper Philipsen \| Belgique \| UAE Team Emirates \| + 0 s \| \| 4e \| André Greipel \| Allemagne \| Israel Start-Up Nation \| + 0 s \| \| 5e \| Alberto Dainese \| Italie \| Team Sunweb \| + 0 s \| \| 6e \| Martin Laas \| Estonie \| Bora-Hansgrohe \| + 0 s \| \| 7e \| Giacomo Nizzolo \| Italie \| NTT Pro Cycling \| + 0 s \| \| 8e \| Erik Baška \| Slovaquie \| Bora-Hansgrohe \| + 0 s \| \| 9e \| Marc Sarreau \| France \| Groupama-FDJ \| + 0 s \| \| 10e \| Michael Mørkøv \| Danemark \| Deceuninck-Quick Step \| + 0 s \| |                  |           |                        |                 |
| |                  |           |                        |                 |
| Source : ProCyclingStats |                  |           |                        |                 |
| Classement de l'étape |                  |           |                        |                 |
| Coureur | Coureur          | Pays      | Équipe                 | Temps           |
| 1er | Caleb Ewan       | Australie | Lotto-Soudal           | 3 h 29 min 08 s |
| 2e | Sam Bennett      | Irlande   | Deceuninck-Quick Step  | + 0 s           |
| 3e | Jasper Philipsen | Belgique  | UAE Team Emirates      | + 0 s           |
| 4e | André Greipel    | Allemagne | Israel Start-Up Nation | + 0 s           |
| 5e | Alberto Dainese  | Italie    | Team Sunweb            | + 0 s           |
| 6e | Martin Laas      | Estonie   | Bora-Hansgrohe         | + 0 s           |
| 7e | Giacomo Nizzolo  | Italie    | NTT Pro Cycling        | + 0 s           |
| 8e | Erik Baška       | Slovaquie | Bora-Hansgrohe         | + 0 s           |
| 9e | Marc Sarreau     | France    | Groupama-FDJ           | + 0 s           |
| 10e | Michael Mørkøv   | Danemark  | Deceuninck-Quick Step  | + 0 s           |

| \| Classement général \| Classement général \| Classement général \| Classement général \| Classement général \| \| Coureur \| Coureur \| Pays \| Équipe \| Temps \| \| ------------------ \| ------------------ \| ------------------ \| ------------------ \| ------------------ \| \| 1er \| Richie Porte \| Australie \| Trek-Segafredo \| 13 h 39 min 32 s \| \| 2e \| Daryl Impey \| Afrique du Sud \| Mitchelton-Scott \| + 3 s \| \| 3e \| Robert Power \| Australie \| Team Sunweb \| + 8 s \| \| 4e \| Simon Yates \| Royaume-Uni \| Mitchelton-Scott \| + 11 s \| \| 5e \| George Bennett \| Nouvelle-Zélande \| Jumbo-Visma \| + 14 s \| \| 6e \| Diego Ulissi \| Italie \| UAE Team Emirates \| + 15 s \| \| 7e \| Simon Geschke \| Allemagne \| CCC Team \| + 15 s \| \| 8e \| Rohan Dennis \| Australie \| Team Ineos \| + 15 s \| \| 9e \| Dylan van Baarle \| Pays-Bas \| Team Ineos \| + 15 s \| \| 10e \| Lucas Hamilton \| Australie \| Mitchelton-Scott \| + 23 s \| |                  |                  |                   |                  |
| |                  |                  |                   |                  |
| Source : ProCyclingStats |                  |                  |                   |                  |
| Classement général |                  |                  |                   |                  |
| Coureur | Coureur          | Pays             | Équipe            | Temps            |
| 1er | Richie Porte     | Australie        | Trek-Segafredo    | 13 h 39 min 32 s |
| 2e | Daryl Impey      | Afrique du Sud   | Mitchelton-Scott  | + 3 s            |
| 3e | Robert Power     | Australie        | Team Sunweb       | + 8 s            |
| 4e | Simon Yates      | Royaume-Uni      | Mitchelton-Scott  | + 11 s           |
| 5e | George Bennett   | Nouvelle-Zélande | Jumbo-Visma       | + 14 s           |
| 6e | Diego Ulissi     | Italie           | UAE Team Emirates | + 15 s           |
| 7e | Simon Geschke    | Allemagne        | CCC Team          | + 15 s           |
| 8e | Rohan Dennis     | Australie        | Team Ineos        | + 15 s           |
| 9e | Dylan van Baarle | Pays-Bas         | Team Ineos        | + 15 s           |
| 10e | Lucas Hamilton   | Australie        | Mitchelton-Scott  | + 23 s           |

### 5eétape
| \| Classement de l'étape \| Classement de l'étape \| Classement de l'étape \| Classement de l'étape \| Classement de l'étape \| \| Coureur \| Coureur \| Pays \| Équipe \| Temps \| \| --------------------- \| --------------------- \| --------------------- \| ---------------------- \| --------------------- \| \| 1er \| Giacomo Nizzolo \| Italie \| NTT Pro Cycling \| 3 h 32 min 45 s \| \| 2e \| Simone Consonni \| Italie \| Cofidis \| + 0 s \| \| 3e \| Sam Bennett \| Irlande \| Deceuninck-Quick Step \| + 0 s \| \| 4e \| Michael Mørkøv \| Danemark \| Deceuninck-Quick Step \| + 0 s \| \| 5e \| Jasper Philipsen \| Belgique \| UAE Team Emirates \| + 0 s \| \| 6e \| André Greipel \| Allemagne \| Israel Start-Up Nation \| + 0 s \| \| 7e \| Kristoffer Halvorsen \| Norvège \| EF Pro Cycling \| + 0 s \| \| 8e \| Caleb Ewan \| Australie \| Lotto-Soudal \| + 0 s \| \| 9e \| Fabio Felline \| Italie \| Astana \| + 0 s \| \| 10e \| Daryl Impey \| Afrique du Sud \| Mitchelton-Scott \| + 0 s \| |                      |                |                        |                 |
| |                      |                |                        |                 |
| Source : ProCyclingStats |                      |                |                        |                 |
| Classement de l'étape |                      |                |                        |                 |
| Coureur | Coureur              | Pays           | Équipe                 | Temps           |
| 1er | Giacomo Nizzolo      | Italie         | NTT Pro Cycling        | 3 h 32 min 45 s |
| 2e | Simone Consonni      | Italie         | Cofidis                | + 0 s           |
| 3e | Sam Bennett          | Irlande        | Deceuninck-Quick Step  | + 0 s           |
| 4e | Michael Mørkøv       | Danemark       | Deceuninck-Quick Step  | + 0 s           |
| 5e | Jasper Philipsen     | Belgique       | UAE Team Emirates      | + 0 s           |
| 6e | André Greipel        | Allemagne      | Israel Start-Up Nation | + 0 s           |
| 7e | Kristoffer Halvorsen | Norvège        | EF Pro Cycling         | + 0 s           |
| 8e | Caleb Ewan           | Australie      | Lotto-Soudal           | + 0 s           |
| 9e | Fabio Felline        | Italie         | Astana                 | + 0 s           |
| 10e | Daryl Impey          | Afrique du Sud | Mitchelton-Scott       | + 0 s           |

| \| Classement général \| Classement général \| Classement général \| Classement général \| Classement général \| \| Coureur \| Coureur \| Pays \| Équipe \| Temps \| \| ------------------ \| ------------------ \| ------------------ \| ------------------ \| ------------------ \| \| 1er \| Daryl Impey \| Afrique du Sud \| Mitchelton-Scott \| 17 h 12 min 15 s \| \| 2e \| Richie Porte \| Australie \| Trek-Segafredo \| + 2 s \| \| 3e \| Robert Power \| Australie \| Team Sunweb \| + 9 s \| \| 4e \| Simon Yates \| Royaume-Uni \| Mitchelton-Scott \| + 13 s \| \| 5e \| George Bennett \| Nouvelle-Zélande \| Jumbo-Visma \| + 16 s \| \| 6e \| Diego Ulissi \| Italie \| UAE Team Emirates \| + 17 s \| \| 7e \| Simon Geschke \| Allemagne \| CCC Team \| + 17 s \| \| 8e \| Rohan Dennis \| Australie \| Team Ineos \| + 17 s \| \| 9e \| Dylan van Baarle \| Pays-Bas \| Team Ineos \| + 17 s \| \| 10e \| Lucas Hamilton \| Australie \| Mitchelton-Scott \| + 25 s \| |                  |                  |                   |                  |
| |                  |                  |                   |                  |
| Source : ProCyclingStats |                  |                  |                   |                  |
| Classement général |                  |                  |                   |                  |
| Coureur | Coureur          | Pays             | Équipe            | Temps            |
| 1er | Daryl Impey      | Afrique du Sud   | Mitchelton-Scott  | 17 h 12 min 15 s |
| 2e | Richie Porte     | Australie        | Trek-Segafredo    | + 2 s            |
| 3e | Robert Power     | Australie        | Team Sunweb       | + 9 s            |
| 4e | Simon Yates      | Royaume-Uni      | Mitchelton-Scott  | + 13 s           |
| 5e | George Bennett   | Nouvelle-Zélande | Jumbo-Visma       | + 16 s           |
| 6e | Diego Ulissi     | Italie           | UAE Team Emirates | + 17 s           |
| 7e | Simon Geschke    | Allemagne        | CCC Team          | + 17 s           |
| 8e | Rohan Dennis     | Australie        | Team Ineos        | + 17 s           |
| 9e | Dylan van Baarle | Pays-Bas         | Team Ineos        | + 17 s           |
| 10e | Lucas Hamilton   | Australie        | Mitchelton-Scott  | + 25 s           |

### 6eétape
| \| Classement de l'étape \| Classement de l'étape \| Classement de l'étape \| Classement de l'étape \| Classement de l'étape \| \| Coureur \| Coureur \| Pays \| Équipe \| Temps \| \| --------------------- \| --------------------- \| --------------------- \| --------------------- \| --------------------- \| \| 1er \| Matthew Holmes \| Royaume-Uni \| Lotto-Soudal \| 3 h 24 min 54 s \| \| 2e \| Richie Porte \| Australie \| Trek-Segafredo \| + 3 s \| \| 3e \| Manuele Boaro \| Italie \| Astana \| + 4 s \| \| 4e \| Bruno Armirail \| France \| Groupama-FDJ \| + 7 s \| \| 5e \| Michael Storer \| Australie \| Team Sunweb \| + 7 s \| \| 7e \| Diego Ulissi \| Italie \| UAE Team Emirates \| + 7 s \| \| 8e \| Simon Geschke \| Allemagne \| CCC Team \| + 7 s \| \| 9e \| Dylan van Baarle \| Pays-Bas \| Team Ineos \| + 7 s \| \| 10e \| Simon Yates \| Royaume-Uni \| Mitchelton-Scott \| + 23 s \| |                  |             |                   |                 |
| |                  |             |                   |                 |
| Source : ProCyclingStats |                  |             |                   |                 |
| Classement de l'étape |                  |             |                   |                 |
| Coureur | Coureur          | Pays        | Équipe            | Temps           |
| 1er | Matthew Holmes   | Royaume-Uni | Lotto-Soudal      | 3 h 24 min 54 s |
| 2e | Richie Porte     | Australie   | Trek-Segafredo    | + 3 s           |
| 3e | Manuele Boaro    | Italie      | Astana            | + 4 s           |
| 4e | Bruno Armirail   | France      | Groupama-FDJ      | + 7 s           |
| 5e | Michael Storer   | Australie   | Team Sunweb       | + 7 s           |
| 7e | Diego Ulissi     | Italie      | UAE Team Emirates | + 7 s           |
| 8e | Simon Geschke    | Allemagne   | CCC Team          | + 7 s           |
| 9e | Dylan van Baarle | Pays-Bas    | Team Ineos        | + 7 s           |
| 10e | Simon Yates      | Royaume-Uni | Mitchelton-Scott  | + 23 s          |

## Classements finals

### Classement général
| \| Classement général \| Classement général \| Classement général \| Classement général \| Classement général \| \| Coureur \| Coureur \| Pays \| Équipe \| Temps \| \| ------------------ \| ------------------- \| ------------------ \| ------------------ \| ------------------ \| \| 1er \| Richie Porte \| Australie \| Trek-Segafredo \| 20 h 37 min 08 s \| \| 2e \| Diego Ulissi \| Italie \| UAE Team Emirates \| + 25 s \| \| 3e \| Simon Geschke \| Allemagne \| CCC Team \| + 25 s \| \| 4e \| Rohan Dennis \| Australie \| Team Ineos \| + 25 s \| \| 5e \| Dylan van Baarle \| Pays-Bas \| Team Ineos \| + 25 s \| \| 6e \| Daryl Impey \| Afrique du Sud \| Mitchelton-Scott \| + 30 s \| \| 7e \| Simon Yates \| Royaume-Uni \| Mitchelton-Scott \| + 37 s \| \| 8e \| George Bennett \| Nouvelle-Zélande \| Jumbo-Visma \| + 46 s \| \| 9e \| Lucas Hamilton \| Australie \| Mitchelton-Scott \| + 52 s \| \| 10e \| Hermann Pernsteiner \| Autriche \| Bahrain McLaren \| + 54 s \| |                     |                  |                   |                  |
| |                     |                  |                   |                  |
| Source : ProCyclingStats |                     |                  |                   |                  |
| Classement général |                     |                  |                   |                  |
| Coureur | Coureur             | Pays             | Équipe            | Temps            |
| 1er | Richie Porte        | Australie        | Trek-Segafredo    | 20 h 37 min 08 s |
| 2e | Diego Ulissi        | Italie           | UAE Team Emirates | + 25 s           |
| 3e | Simon Geschke       | Allemagne        | CCC Team          | + 25 s           |
| 4e | Rohan Dennis        | Australie        | Team Ineos        | + 25 s           |
| 5e | Dylan van Baarle    | Pays-Bas         | Team Ineos        | + 25 s           |
| 6e | Daryl Impey         | Afrique du Sud   | Mitchelton-Scott  | + 30 s           |
| 7e | Simon Yates         | Royaume-Uni      | Mitchelton-Scott  | + 37 s           |
| 8e | George Bennett      | Nouvelle-Zélande | Jumbo-Visma       | + 46 s           |
| 9e | Lucas Hamilton      | Australie        | Mitchelton-Scott  | + 52 s           |
| 10e | Hermann Pernsteiner | Autriche         | Bahrain McLaren   | + 54 s           |

| Classement de la montagne | Classement de la montagne | Classement de la montagne | Classement de la montagne | Classement de la montagne |
| Coureur                   | Coureur                   | Pays                      | Équipe                    | Points                    |
| ------------------------- | ------------------------- | ------------------------- | ------------------------- | ------------------------- |
| 1er                       | Joey Rosskopf             | États-Unis                | CCC Team                  | 51 pts                    |
| 2e                        | Richie Porte              | Australie                 | Trek-Segafredo            | 38 pts                    |
| 3e                        | Bruno Armirail            | France                    | Groupama-FDJ              | 18 pts                    |
| 4e                        | Matthew Holmes            | Royaume-Uni               | Lotto-Soudal              | 16 pts                    |
| 5e                        | Manuele Boaro             | Italie                    | Astana                    | 14 pts                    |
| 6e                        | Simon Yates               | Royaume-Uni               | Mitchelton-Scott          | 12 pts                    |
| 7e                        | Samuel Jenner             | Australie                 | UniSA-Australia           | 10 pts                    |
| 8e                        | Dylan Sunderland          | Australie                 | NTT Pro Cycling           | 9 pts                     |
| 9e                        | Daryl Impey               | Afrique du Sud            | Mitchelton-Scott          | 8 pts                     |
| 10e                       | George Bennett            | Nouvelle-Zélande          | Jumbo-Visma               | 8 pts                     |

| Classement de la montagne | Classement de la montagne | Classement de la montagne | Classement de la montagne | Classement de la montagne |
| Coureur                   | Coureur                   | Pays                      | Équipe                    | Points                    |
| ------------------------- | ------------------------- | ------------------------- | ------------------------- | ------------------------- |
| 1er                       | Joey Rosskopf             | États-Unis                | CCC Team                  | 51 pts                    |
| 2e                        | Richie Porte              | Australie                 | Trek-Segafredo            | 38 pts                    |
| 3e                        | Bruno Armirail            | France                    | Groupama-FDJ              | 18 pts                    |
| 4e                        | Matthew Holmes            | Royaume-Uni               | Lotto-Soudal              | 16 pts                    |
| 5e                        | Manuele Boaro             | Italie                    | Astana                    | 14 pts                    |
| 6e                        | Simon Yates               | Royaume-Uni               | Mitchelton-Scott          | 12 pts                    |
| 7e                        | Samuel Jenner             | Australie                 | UniSA-Australia           | 10 pts                    |
| 8e                        | Dylan Sunderland          | Australie                 | NTT Pro Cycling           | 9 pts                     |
| 9e                        | Daryl Impey               | Afrique du Sud            | Mitchelton-Scott          | 8 pts                     |
| 10e                       | George Bennett            | Nouvelle-Zélande          | Jumbo-Visma               | 8 pts                     |

| Classement par points | Classement par points | Classement par points | Classement par points  | Classement par points |
| Coureur               | Coureur               | Pays                  | Équipe                 | Points                |
| --------------------- | --------------------- | --------------------- | ---------------------- | --------------------- |
| 1er                   | Jasper Philipsen      | Belgique              | UAE Team Emirates      | 63 pts                |
| 2e                    | Daryl Impey           | Afrique du Sud        | Mitchelton-Scott       | 48 pts                |
| 3e                    | Caleb Ewan            | Australie             | Lotto-Soudal           | 47 pts                |
| 4e                    | Sam Bennett           | Irlande               | Deceuninck-Quick Step  | 42 pts                |
| 5e                    | André Greipel         | Allemagne             | Israel Start-Up Nation | 38 pts                |
| 6e                    | Richie Porte          | Australie             | Trek-Segafredo         | 29 pts                |
| 7e                    | Diego Ulissi          | Italie                | UAE Team Emirates      | 28 pts                |
| 8e                    | Giacomo Nizzolo       | Italie                | NTT Pro Cycling        | 24 pts                |
| 9e                    | Erik Baška            | Slovaquie             | Bora-Hansgrohe         | 21 pts                |
| 10e                   | Rohan Dennis          | Australie             | Team Ineos             | 20 pts                |

| Classement par points | Classement par points | Classement par points | Classement par points  | Classement par points |
| Coureur               | Coureur               | Pays                  | Équipe                 | Points                |
| --------------------- | --------------------- | --------------------- | ---------------------- | --------------------- |
| 1er                   | Jasper Philipsen      | Belgique              | UAE Team Emirates      | 63 pts                |
| 2e                    | Daryl Impey           | Afrique du Sud        | Mitchelton-Scott       | 48 pts                |
| 3e                    | Caleb Ewan            | Australie             | Lotto-Soudal           | 47 pts                |
| 4e                    | Sam Bennett           | Irlande               | Deceuninck-Quick Step  | 42 pts                |
| 5e                    | André Greipel         | Allemagne             | Israel Start-Up Nation | 38 pts                |
| 6e                    | Richie Porte          | Australie             | Trek-Segafredo         | 29 pts                |
| 7e                    | Diego Ulissi          | Italie                | UAE Team Emirates      | 28 pts                |
| 8e                    | Giacomo Nizzolo       | Italie                | NTT Pro Cycling        | 24 pts                |
| 9e                    | Erik Baška            | Slovaquie             | Bora-Hansgrohe         | 21 pts                |
| 10e                   | Rohan Dennis          | Australie             | Team Ineos             | 20 pts                |

| Classement du meilleur jeune | Classement du meilleur jeune | Classement du meilleur jeune | Classement du meilleur jeune | Classement du meilleur jeune |
| Coureur                      | Coureur                      | Pays                         | Équipe                       | Temps                        |
| ---------------------------- | ---------------------------- | ---------------------------- | ---------------------------- | ---------------------------- |
| 1er                          | Pavel Sivakov                | Russie                       | Team Ineos                   | 20 h 38 min 13 s             |
| 2e                           | Santiago Buitrago            | Colombie                     | Bahrain McLaren              | + 15 s                       |
| 3e                           | Jarrad Drizners              | Australie                    | UniSA-Australia              | + 31 s                       |
| 4e                           | Florian Stork                | Allemagne                    | Team Sunweb                  | + 34 s                       |
| 5e                           | Michael Storer               | Australie                    | Team Sunweb                  | + 3 min 02 s                 |
| 6e                           | Juan Pedro López             | Espagne                      | Trek-Segafredo               | + 5 min 51 s                 |
| 7e                           | Samuele Battistella          | Italie                       | NTT Pro Cycling              | + 6 min 21 s                 |
| 8e                           | Juri Hollmann                | Allemagne                    | Movistar Team                | + 8 min 18 s                 |
| 9e                           | João Almeida                 | Portugal                     | Deceuninck-Quick Step        | + 9 min 41 s                 |
| 10e                          | Jonas Rutsch                 | Allemagne                    | EF Pro Cycling               | + 11 min 30 s                |

| Classement du meilleur jeune | Classement du meilleur jeune | Classement du meilleur jeune | Classement du meilleur jeune | Classement du meilleur jeune |
| Coureur                      | Coureur                      | Pays                         | Équipe                       | Temps                        |
| ---------------------------- | ---------------------------- | ---------------------------- | ---------------------------- | ---------------------------- |
| 1er                          | Pavel Sivakov                | Russie                       | Team Ineos                   | 20 h 38 min 13 s             |
| 2e                           | Santiago Buitrago            | Colombie                     | Bahrain McLaren              | + 15 s                       |
| 3e                           | Jarrad Drizners              | Australie                    | UniSA-Australia              | + 31 s                       |
| 4e                           | Florian Stork                | Allemagne                    | Team Sunweb                  | + 34 s                       |
| 5e                           | Michael Storer               | Australie                    | Team Sunweb                  | + 3 min 02 s                 |
| 6e                           | Juan Pedro López             | Espagne                      | Trek-Segafredo               | + 5 min 51 s                 |
| 7e                           | Samuele Battistella          | Italie                       | NTT Pro Cycling              | + 6 min 21 s                 |
| 8e                           | Juri Hollmann                | Allemagne                    | Movistar Team                | + 8 min 18 s                 |
| 9e                           | João Almeida                 | Portugal                     | Deceuninck-Quick Step        | + 9 min 41 s                 |
| 10e                          | Jonas Rutsch                 | Allemagne                    | EF Pro Cycling               | + 11 min 30 s                |

| Classement par équipes | Classement par équipes | Classement par équipes | Classement par équipes |
| Équipe                 | Équipe                 | Pays                   | Temps                  |
| ---------------------- | ---------------------- | ---------------------- | ---------------------- |
| 1re                    | Ineos                  | Royaume-Uni            | 61 h 53 min 19 s       |
| 2e                     | Mitchelton-Scott       | Australie              | + 25 s                 |
| 3e                     | Team Sunweb            | Allemagne              | + 1 min 19 s           |
| 4e                     | Astana                 | Kazakhstan             | + 1 min 30 s           |
| 5e                     | Bahrain McLaren        | Bahreïn                | + 1 min 32 s           |

| Classement par équipes | Classement par équipes | Classement par équipes | Classement par équipes |
| Équipe                 | Équipe                 | Pays                   | Temps                  |
| ---------------------- | ---------------------- | ---------------------- | ---------------------- |
| 1re                    | Ineos                  | Royaume-Uni            | 61 h 53 min 19 s       |
| 2e                     | Mitchelton-Scott       | Australie              | + 25 s                 |
| 3e                     | Team Sunweb            | Allemagne              | + 1 min 19 s           |
| 4e                     | Astana                 | Kazakhstan             | + 1 min 30 s           |
| 5e                     | Bahrain McLaren        | Bahreïn                | + 1 min 32 s           |

### Classements UCI
Le Tour Down Under attribue des points au Classement mondial UCI 2020 selon le barème suivant.
| Position           | 1er | 2e  | 3e  | 4e  | 5e  | 6e  | 7e  | 8e  | 9e  | 10e | 11e | 12e | 13e | 14e | 15e | 16e à 20e | 21e à 30e | 31e à 50e | 51e à 55e | 56e à 60e |
| Classement général | 500 | 400 | 325 | 275 | 225 | 175 | 150 | 125 | 100 | 80  | 70  | 60  | 50  | 40  | 35  | 30        | 20        | 10        | 5         | 3         |
| Par étapes         | 60  | 25  | 10  |     |     |     |     |     |     |     |     |     |     |     |     |           |           |           |           |           |
| Leader             | 10  |     |     |     |     |     |     |     |     |     |     |     |     |     |     |           |           |           |           |           |

| Rang | Coureur          | Équipe                | Général | Étape | Leader | Total |
| ---- | ---------------- | --------------------- | ------- | ----- | ------ | ----- |
| 1    | Richie Porte     | Trek-Segafredo        | 500     | 85    | 20     | 605   |
| 2    | Diego Ulissi     | UAE Team Emirates     | 400     | -     | -      | 400   |
| 3    | Simon Geschke    | CCC                   | 325     | -     | -      | 325   |
| 4    | Rohan Dennis     | Team Ineos            | 275     | -     | -      | 275   |
| 5    | Dylan van Baarle | Team Ineos            | 225     | -     | -      | 225   |
| 6    | Daryl Impey      | Mitchelton-Scott      | 175     | 25    | 10     | 210   |
| 7    | Simon Yates      | Mitchelton-Scott      | 150     | 10    | -      | 160   |
| 8    | Caleb Ewan       | Lotto-Soudal          | 5       | 120   | 10     | 135   |
| 9    | George Bennett   | Team Jumbo-Visma      | 125     | -     | -      | 125   |
| 10   | Sam Bennett      | Deceuninck-Quick Step | -       | 95    | 10     | 105   |

## Évolution des classements
| #                  | Vainqueur          | Classement général | Classement de la montagne | Classement des sprints | Classement des jeunes | Classement par équipes | Coureur le plus combatif |
| ------------------ | ------------------ | ------------------ | ------------------------- | ---------------------- | --------------------- | ---------------------- | ------------------------ |
| 1                  | Sam Bennett        | Sam Bennett        | Jarrad Drizners           | Sam Bennett            | Jasper Philipsen      | UAE Emirates           | Joey Rosskopf            |
| 2                  | Caleb Ewan         | Caleb Ewan         | Joey Rosskopf             | Jasper Philipsen       | Jasper Philipsen      | UAE Emirates           | Laurens De Vreese        |
| 3                  | Richie Porte       | Richie Porte       | Joey Rosskopf             | Daryl Impey            | Pavel Sivakov         | Mitchelton-Scott       | Miles Scotson            |
| 4                  | Caleb Ewan         | Richie Porte       | Joey Rosskopf             | Jasper Philipsen       | Pavel Sivakov         | Mitchelton-Scott       | Laurens De Vreese        |
| 5                  | Giacomo Nizzolo    | Daryl Impey        | Joey Rosskopf             | Jasper Philipsen       | Pavel Sivakov         | Mitchelton-Scott       | Mads Pedersen            |
| 6                  | Matthew Holmes     | Richie Porte       | Joey Rosskopf             | Jasper Philipsen       | Pavel Sivakov         | Ineos                  | Luke Rowe                |
| Classements finals | Classements finals | Richie Porte       | Joey Rosskopf             | Jasper Philipsen       | Pavel Sivakov         | Ineos                  | non-attribué             |

## Liste des participants
| Légende                             | Légende                                                                                                  | Légende                                | Légende                                                                                                  |
| ----------------------------------- | --- | -------------------------------------- | --- |
| Num                                 | Dossard de départ porté par le coureur sur ce Tour Down Under                                            | Pos                                    | Position finale au classement général                                                                    |
| Leader du classement général        | Indique le vainqueur du classement général                                                               | Leader du classement des sprints       | Indique le vainqueur du classement des sprints                                                           |
| Leader du classement de la montagne | Indique le vainqueur du classement de la montagne                                                        | Leader du classement du meilleur jeune | Indique le vainqueur du classement du meilleur jeune                                                     |
|                                     | Indique un maillot de champion national ou mondial, suivi de sa spécialité                               | #                                      | Indique la meilleure équipe                                                                              |
| NP                                  | Indique un coureur qui n'a pas pris le départ d'une étape, suivi du numéro de l'étape où il s'est retiré | AB                                     | Indique un coureur qui n'a pas terminé une étape, suivi du numéro de l'étape où il s'est retiré          |
| HD                                  | Indique un coureur qui a terminé une étape hors des délais, suivi du numéro de l'étape                   | *                                      | Indique un coureur en lice pour le classement du meilleur jeune (coureurs nés après le 1er janvier 1994) |

| Mitchelton-Scott MTS | Mitchelton-Scott MTS        | Mitchelton-Scott MTS |
| -------------------- | --------------------------- | -------------------- |
| Num                  | Coureur                     | Pos                  |
| 1                    | Daryl Impey (RSA) (route)   | 6e                   |
| 2                    | Simon Yates (GBR)           | 7e                   |
| 3                    | Jack Bauer (NZL)            | 118e                 |
| 4                    | Luke Durbridge (AUS)        | 83e                  |
| 5                    | Lucas Hamilton (AUS)        | 9e                   |
| 6                    | Michael Hepburn (AUS)       | 107e                 |
| 7                    | Cameron Meyer (AUS) (route) | 44e                  |

| Trek-Segafredo TFS | Trek-Segafredo TFS          | Trek-Segafredo TFS |
| ------------------ | --------------------------- | ------------------ |
| Num                | Coureur                     | Pos                |
| 11                 | Richie Porte (AUS)          | 1er                |
| 12                 | Mads Pedersen (DEN) (route) | 132e               |
| 13                 | Kenny Elissonde (FRA)       | 40e                |
| 14                 | Michel Ries (LUX)           | 109e               |
| 15                 | Juan Pedro López (ESP)      | 54e                |
| 16                 | Kiel Reijnen (USA)          | 127e               |
| 17                 | Koen de Kort (NED)          | 129e               |

| AG2R La Mondiale ALM | AG2R La Mondiale ALM    | AG2R La Mondiale ALM |
| -------------------- | ----------------------- | -------------------- |
| Num                  | Coureur                 | Pos                  |
| 21                   | Romain Bardet (FRA)     | 38e                  |
| 22                   | Geoffrey Bouchard (FRA) | 102e                 |
| 23                   | Clément Chevrier (FRA)  | 30e                  |
| 24                   | Axel Domont (FRA)       | 67e                  |
| 25                   | Ben Gastauer (LUX)      | 92e                  |
| 26                   | Andrea Vendrame (ITA)   | 36e                  |
| 27                   | Lawrence Warbasse (USA) | AB-6                 |

| Lotto-Soudal LTS | Lotto-Soudal LTS         | Lotto-Soudal LTS |
| ---------------- | ------------------------ | ---------------- |
| Num              | Coureur                  | Pos              |
| 31               | Caleb Ewan (AUS)         | 51e              |
| 32               | Thomas De Gendt (BEL)    | 113e             |
| 33               | Adam Hansen (AUS)        | 76e              |
| 34               | Matthew Holmes (GBR)     | 33e              |
| 35               | Roger Kluge (GER)        | 87e              |
| 36               | Jonathan Dibben (GBR)    | 105e             |
| 37               | Tosh Van der Sande (BEL) | 82e              |

| Cofidis COF | Cofidis COF                | Cofidis COF |
| ----------- | -------------------------- | ----------- |
| Num         | Coureur                    | Pos         |
| 41          | Elia Viviani (ITA) (route) | 101e        |
| 42          | Simone Consonni (ITA)      | 70e         |
| 43          | Nathan Haas (AUS)          | 14e         |
| 44          | Mathias Le Turnier (FRA)   | 86e         |
| 45          | Marco Mathis (GER)         | 130e        |
| 46          | Fabio Sabatini (ITA)       | 128e        |
| 47          | Kenneth Vanbilsen (BEL)    | 89e         |

| Deceuninck-Quick Step DQT | Deceuninck-Quick Step DQT    | Deceuninck-Quick Step DQT |
| ------------------------- | ---------------------------- | ------------------------- |
| Num                       | Coureur                      | Pos                       |
| 51                        | Sam Bennett (IRL) (route)    | 73e                       |
| 52                        | João Almeida (POR)           | 62e                       |
| 53                        | Shane Archbold (NZL)         | 91e                       |
| 54                        | Mattia Cattaneo (ITA)        | 13e                       |
| 55                        | Dries Devenyns (BEL)         | 12e                       |
| 56                        | Iljo Keisse (BEL)            | 123e                      |
| 57                        | Michael Mørkøv (DEN) (route) | 64e                       |

| Team Ineos INS | Team Ineos INS            | Team Ineos INS |
| -------------- | ------------------------- | -------------- |
| Num            | Coureur                   | Pos            |
| 61             | Rohan Dennis (AUS)        | 4e             |
| 62             | Owain Doull (GBR)         | 80e            |
| 63             | Christopher Lawless (GBR) | 120e           |
| 64             | Luke Rowe (GBR)           | 106e           |
| 65             | Pavel Sivakov (RUS)       | 16e            |
| 66             | Ian Stannard (GBR)        | 117e           |
| 67             | Dylan van Baarle (NED)    | 5e             |

| CCC Team CCC | CCC Team CCC                   | CCC Team CCC |
| ------------ | ------------------------------ | ------------ |
| Num          | Coureur                        | Pos          |
| 71           | Guillaume Van Keirsbulck (BEL) | 98e          |
| 72           | Josef Černý (CZE)              | 61e          |
| 73           | Simon Geschke (GER)            | 3e           |
| 74           | Szymon Sajnok (POL)            | NP-5         |
| 75           | Joey Rosskopf (USA)            | 23e          |
| 76           | Francisco Ventoso (ESP)        | 88e          |
| 77           | Łukasz Wiśniowski (POL)        | 48e          |

| Israel Start-Up Nation ISN | Israel Start-Up Nation ISN | Israel Start-Up Nation ISN |
| -------------------------- | -------------------------- | -------------------------- |
| Num                        | Coureur                    | Pos                        |
| 81                         | André Greipel (GER)        | 37e                        |
| 82                         | Guillaume Boivin (CAN)     | 95e                        |
| 83                         | Alex Dowsett (GBR)         | 93e                        |
| 84                         | Omer Goldstein (ISR)       | 72e                        |
| 85                         | Ben Hermans (BEL)          | NP-3                       |
| 86                         | James Piccoli (CAN)        | 25e                        |
| 87                         | Rick Zabel (GER)           | 47e                        |

| UAE Team Emirates UAD | UAE Team Emirates UAD       | UAE Team Emirates UAD |
| --------------------- | --------------------------- | --------------------- |
| Num                   | Coureur                     | Pos                   |
| 91                    | Jasper Philipsen (BEL)      | 71e                   |
| 92                    | Sven Erik Bystrøm (NOR)     | 11e                   |
| 93                    | Mikkel Bjerg (DEN)          | 81e                   |
| 94                    | Vegard Stake Laengen (NOR)  | 35e                   |
| 95                    | Marco Marcato (ITA)         | 31e                   |
| 96                    | Aleksandr Riabushenko (BLR) | AB-1                  |
| 97                    | Diego Ulissi (ITA)          | 2e                    |

| Bora-Hansgrohe BOH | Bora-Hansgrohe BOH        | Bora-Hansgrohe BOH |
| ------------------ | ------------------------- | ------------------ |
| Num                | Coureur                   | Pos                |
| 101                | Jay McCarthy (AUS)        | 77e                |
| 102                | Erik Baška (SVK)          | 124e               |
| 103                | Cesare Benedetti (ITA)    | 60e                |
| 104                | Martin Laas (EST)         | 110e               |
| 105                | Juraj Sagan (SVK) (route) | 84e                |
| 106                | Ide Schelling (NED)       | 99e                |
| 107                | Michael Schwarzmann (GER) | 112e               |

| Astana AST | Astana AST              | Astana AST |
| ---------- | ----------------------- | ---------- |
| Num        | Coureur                 | Pos        |
| 111        | Luis León Sánchez (ESP) | 42e        |
| 112        | Manuele Boaro (ITA)     | 45e        |
| 113        | Daniil Fominykh (KAZ)   | 85e        |
| 114        | Laurens De Vreese (BEL) | NP         |
| 115        | Fabio Felline (ITA)     | 21e        |
| 116        | Omar Fraile (ESP)       | 17e        |
| 117        | Dmitriy Gruzdev (KAZ)   | 96e        |

| Team Sunweb SUN | Team Sunweb SUN              | Team Sunweb SUN |
| --------------- | ---------------------------- | --------------- |
| Num             | Coureur                      | Pos             |
| 121             | Jai Hindley (AUS)            | 18e             |
| 122             | Robert Power (AUS)           | 27e             |
| 123             | Michael Storer (AUS)         | 39e             |
| 124             | Alberto Dainese (ITA)        | 114e            |
| 125             | Max Kanter (GER)             | 75e             |
| 126             | Asbjørn Kragh Andersen (DEN) | 126e            |
| 127             | Florian Stork (GER)          | 24e             |

| Groupama-FDJ GFC | Groupama-FDJ GFC       | Groupama-FDJ GFC |
| ---------------- | ---------------------- | ---------------- |
| Num              | Coureur                | Pos              |
| 131              | Miles Scotson (AUS)    | 57e              |
| 132              | Bruno Armirail (FRA)   | 46e              |
| 133              | Kilian Frankiny (SUI)  | 20e              |
| 134              | Mickaël Delage (FRA)   | 131e             |
| 135              | Fabian Lienhard (SUI)  | 66e              |
| 136              | Marc Sarreau (FRA)     | 97e              |
| 137              | Jacopo Guarnieri (ITA) | 121e             |

| Movistar Team MOV | Movistar Team MOV      | Movistar Team MOV |
| ----------------- | ---------------------- | ----------------- |
| Num               | Coureur                | Pos               |
| 141               | Jürgen Roelandts (BEL) | 50e               |
| 142               | Gabriel Cullaigh (GBR) | 74e               |
| 143               | Juri Hollmann (GER)    | 58e               |
| 144               | Jorge Arcas (ESP)      | 49e               |
| 145               | Lluís Mas (ESP)        | 28e               |
| 146               | Eduard Prades (ESP)    | 43e               |
| 147               | Sergio Samitier (ESP)  | 59e               |

| NTT Pro Cycling NTT | NTT Pro Cycling NTT       | NTT Pro Cycling NTT |
| ------------------- | ------------------------- | ------------------- |
| Num                 | Coureur                   | Pos                 |
| 151                 | Giacomo Nizzolo (ITA)     | 100e                |
| 152                 | Ryan Gibbons (RSA)        | 26e                 |
| 153                 | Samuele Battistella (ITA) | 56e                 |
| 154                 | Danilo Wyss (SUI)         | 34e                 |
| 155                 | Stefan de Bod (RSA)       | 52e                 |
| 156                 | Rasmus Tiller (NOR)       | 90e                 |
| 157                 | Dylan Sunderland (AUS)    | 63e                 |

| Jumbo-Visma TJV | Jumbo-Visma TJV          | Jumbo-Visma TJV |
| --------------- | ------------------------ | --------------- |
| Num             | Coureur                  | Pos             |
| 161             | George Bennett (NZL)     | 8e              |
| 162             | Chris Harper (AUS)       | 32e             |
| 163             | Lennard Hofstede (NED)   | 78e             |
| 164             | Timo Roosen (NED)        | 69e             |
| 165             | Bert-Jan Lindeman (NED)  | 111e            |
| 166             | Antwan Tolhoek (NED)     | 53e             |
| 167             | Taco van der Hoorn (NED) | 119e            |

| Bahrain McLaren TBM | Bahrain McLaren TBM       | Bahrain McLaren TBM |
| ------------------- | ------------------------- | ------------------- |
| Num                 | Coureur                   | Pos                 |
| 171                 | Yukiya Arashiro (JPN)     | 29e                 |
| 172                 | Domen Novak (SLO) (route) | 104e                |
| 173                 | Rafael Valls (ESP)        | NP-3                |
| 174                 | Marco Haller (AUT)        | 79e                 |
| 175                 | Hermann Pernsteiner (AUT) | 10e                 |
| 176                 | Luka Pibernik (SLO)       | 41e                 |
| 177                 | Santiago Buitrago (COL)   | 19e                 |

| EF Pro Cycling EF1 | EF Pro Cycling EF1         | EF Pro Cycling EF1 |
| ------------------ | -------------------------- | ------------------ |
| Num                | Coureur                    | Pos                |
| 181                | Kristoffer Halvorsen (NOR) | 65e                |
| 182                | Mitchell Docker (AUS)      | 122e               |
| 183                | Jens Keukeleire (BEL)      | 55e                |
| 184                | Lachlan Morton (AUS)       | 103e               |
| 185                | Thomas Scully (NZL)        | 108e               |
| 186                | Neilson Powless (USA)      | 15e                |
| 187                | Jonas Rutsch (GER)         | 68e                |

| UniSA-Australia AUS | UniSA-Australia AUS   | UniSA-Australia AUS |
| ------------------- | --------------------- | ------------------- |
| Num                 | Coureur               | Pos                 |
| 191                 | Nicholas White (AUS)  | 125e                |
| 192                 | Tyler Lindorff (AUS)  | AB-4                |
| 193                 | Samuel Jenner (AUS)   | 94e                 |
| 194                 | Jarrad Drizners (AUS) | 22e                 |
| 195                 | Sam Welsford (AUS)    | 116e                |
| 196                 | Kelland O'Brien (AUS) | AB-4                |
| 197                 | Cameron Scott (AUS)   | 115e                |

| Mitchelton-Scott MTS | Mitchelton-Scott MTS        | Mitchelton-Scott MTS |
| -------------------- | --------------------------- | -------------------- |
| Num                  | Coureur                     | Pos                  |
| 1                    | Daryl Impey (RSA) (route)   | 6e                   |
| 2                    | Simon Yates (GBR)           | 7e                   |
| 3                    | Jack Bauer (NZL)            | 118e                 |
| 4                    | Luke Durbridge (AUS)        | 83e                  |
| 5                    | Lucas Hamilton (AUS)        | 9e                   |
| 6                    | Michael Hepburn (AUS)       | 107e                 |
| 7                    | Cameron Meyer (AUS) (route) | 44e                  |

| Trek-Segafredo TFS | Trek-Segafredo TFS          | Trek-Segafredo TFS |
| ------------------ | --------------------------- | ------------------ |
| Num                | Coureur                     | Pos                |
| 11                 | Richie Porte (AUS)          | 1er                |
| 12                 | Mads Pedersen (DEN) (route) | 132e               |
| 13                 | Kenny Elissonde (FRA)       | 40e                |
| 14                 | Michel Ries (LUX)           | 109e               |
| 15                 | Juan Pedro López (ESP)      | 54e                |
| 16                 | Kiel Reijnen (USA)          | 127e               |
| 17                 | Koen de Kort (NED)          | 129e               |

| AG2R La Mondiale ALM | AG2R La Mondiale ALM    | AG2R La Mondiale ALM |
| -------------------- | ----------------------- | -------------------- |
| Num                  | Coureur                 | Pos                  |
| 21                   | Romain Bardet (FRA)     | 38e                  |
| 22                   | Geoffrey Bouchard (FRA) | 102e                 |
| 23                   | Clément Chevrier (FRA)  | 30e                  |
| 24                   | Axel Domont (FRA)       | 67e                  |
| 25                   | Ben Gastauer (LUX)      | 92e                  |
| 26                   | Andrea Vendrame (ITA)   | 36e                  |
| 27                   | Lawrence Warbasse (USA) | AB-6                 |

| Lotto-Soudal LTS | Lotto-Soudal LTS         | Lotto-Soudal LTS |
| ---------------- | ------------------------ | ---------------- |
| Num              | Coureur                  | Pos              |
| 31               | Caleb Ewan (AUS)         | 51e              |
| 32               | Thomas De Gendt (BEL)    | 113e             |
| 33               | Adam Hansen (AUS)        | 76e              |
| 34               | Matthew Holmes (GBR)     | 33e              |
| 35               | Roger Kluge (GER)        | 87e              |
| 36               | Jonathan Dibben (GBR)    | 105e             |
| 37               | Tosh Van der Sande (BEL) | 82e              |

| Cofidis COF | Cofidis COF                | Cofidis COF |
| ----------- | -------------------------- | ----------- |
| Num         | Coureur                    | Pos         |
| 41          | Elia Viviani (ITA) (route) | 101e        |
| 42          | Simone Consonni (ITA)      | 70e         |
| 43          | Nathan Haas (AUS)          | 14e         |
| 44          | Mathias Le Turnier (FRA)   | 86e         |
| 45          | Marco Mathis (GER)         | 130e        |
| 46          | Fabio Sabatini (ITA)       | 128e        |
| 47          | Kenneth Vanbilsen (BEL)    | 89e         |

| Deceuninck-Quick Step DQT | Deceuninck-Quick Step DQT    | Deceuninck-Quick Step DQT |
| ------------------------- | ---------------------------- | ------------------------- |
| Num                       | Coureur                      | Pos                       |
| 51                        | Sam Bennett (IRL) (route)    | 73e                       |
| 52                        | João Almeida (POR)           | 62e                       |
| 53                        | Shane Archbold (NZL)         | 91e                       |
| 54                        | Mattia Cattaneo (ITA)        | 13e                       |
| 55                        | Dries Devenyns (BEL)         | 12e                       |
| 56                        | Iljo Keisse (BEL)            | 123e                      |
| 57                        | Michael Mørkøv (DEN) (route) | 64e                       |

| Team Ineos INS | Team Ineos INS            | Team Ineos INS |
| -------------- | ------------------------- | -------------- |
| Num            | Coureur                   | Pos            |
| 61             | Rohan Dennis (AUS)        | 4e             |
| 62             | Owain Doull (GBR)         | 80e            |
| 63             | Christopher Lawless (GBR) | 120e           |
| 64             | Luke Rowe (GBR)           | 106e           |
| 65             | Pavel Sivakov (RUS)       | 16e            |
| 66             | Ian Stannard (GBR)        | 117e           |
| 67             | Dylan van Baarle (NED)    | 5e             |

| CCC Team CCC | CCC Team CCC                   | CCC Team CCC |
| ------------ | ------------------------------ | ------------ |
| Num          | Coureur                        | Pos          |
| 71           | Guillaume Van Keirsbulck (BEL) | 98e          |
| 72           | Josef Černý (CZE)              | 61e          |
| 73           | Simon Geschke (GER)            | 3e           |
| 74           | Szymon Sajnok (POL)            | NP-5         |
| 75           | Joey Rosskopf (USA)            | 23e          |
| 76           | Francisco Ventoso (ESP)        | 88e          |
| 77           | Łukasz Wiśniowski (POL)        | 48e          |

| Israel Start-Up Nation ISN | Israel Start-Up Nation ISN | Israel Start-Up Nation ISN |
| -------------------------- | -------------------------- | -------------------------- |
| Num                        | Coureur                    | Pos                        |
| 81                         | André Greipel (GER)        | 37e                        |
| 82                         | Guillaume Boivin (CAN)     | 95e                        |
| 83                         | Alex Dowsett (GBR)         | 93e                        |
| 84                         | Omer Goldstein (ISR)       | 72e                        |
| 85                         | Ben Hermans (BEL)          | NP-3                       |
| 86                         | James Piccoli (CAN)        | 25e                        |
| 87                         | Rick Zabel (GER)           | 47e                        |

| UAE Team Emirates UAD | UAE Team Emirates UAD       | UAE Team Emirates UAD |
| --------------------- | --------------------------- | --------------------- |
| Num                   | Coureur                     | Pos                   |
| 91                    | Jasper Philipsen (BEL)      | 71e                   |
| 92                    | Sven Erik Bystrøm (NOR)     | 11e                   |
| 93                    | Mikkel Bjerg (DEN)          | 81e                   |
| 94                    | Vegard Stake Laengen (NOR)  | 35e                   |
| 95                    | Marco Marcato (ITA)         | 31e                   |
| 96                    | Aleksandr Riabushenko (BLR) | AB-1                  |
| 97                    | Diego Ulissi (ITA)          | 2e                    |

| Bora-Hansgrohe BOH | Bora-Hansgrohe BOH        | Bora-Hansgrohe BOH |
| ------------------ | ------------------------- | ------------------ |
| Num                | Coureur                   | Pos                |
| 101                | Jay McCarthy (AUS)        | 77e                |
| 102                | Erik Baška (SVK)          | 124e               |
| 103                | Cesare Benedetti (ITA)    | 60e                |
| 104                | Martin Laas (EST)         | 110e               |
| 105                | Juraj Sagan (SVK) (route) | 84e                |
| 106                | Ide Schelling (NED)       | 99e                |
| 107                | Michael Schwarzmann (GER) | 112e               |

| Astana AST | Astana AST              | Astana AST |
| ---------- | ----------------------- | ---------- |
| Num        | Coureur                 | Pos        |
| 111        | Luis León Sánchez (ESP) | 42e        |
| 112        | Manuele Boaro (ITA)     | 45e        |
| 113        | Daniil Fominykh (KAZ)   | 85e        |
| 114        | Laurens De Vreese (BEL) | NP         |
| 115        | Fabio Felline (ITA)     | 21e        |
| 116        | Omar Fraile (ESP)       | 17e        |
| 117        | Dmitriy Gruzdev (KAZ)   | 96e        |

| Team Sunweb SUN | Team Sunweb SUN              | Team Sunweb SUN |
| --------------- | ---------------------------- | --------------- |
| Num             | Coureur                      | Pos             |
| 121             | Jai Hindley (AUS)            | 18e             |
| 122             | Robert Power (AUS)           | 27e             |
| 123             | Michael Storer (AUS)         | 39e             |
| 124             | Alberto Dainese (ITA)        | 114e            |
| 125             | Max Kanter (GER)             | 75e             |
| 126             | Asbjørn Kragh Andersen (DEN) | 126e            |
| 127             | Florian Stork (GER)          | 24e             |

| Groupama-FDJ GFC | Groupama-FDJ GFC       | Groupama-FDJ GFC |
| ---------------- | ---------------------- | ---------------- |
| Num              | Coureur                | Pos              |
| 131              | Miles Scotson (AUS)    | 57e              |
| 132              | Bruno Armirail (FRA)   | 46e              |
| 133              | Kilian Frankiny (SUI)  | 20e              |
| 134              | Mickaël Delage (FRA)   | 131e             |
| 135              | Fabian Lienhard (SUI)  | 66e              |
| 136              | Marc Sarreau (FRA)     | 97e              |
| 137              | Jacopo Guarnieri (ITA) | 121e             |

| Movistar Team MOV | Movistar Team MOV      | Movistar Team MOV |
| ----------------- | ---------------------- | ----------------- |
| Num               | Coureur                | Pos               |
| 141               | Jürgen Roelandts (BEL) | 50e               |
| 142               | Gabriel Cullaigh (GBR) | 74e               |
| 143               | Juri Hollmann (GER)    | 58e               |
| 144               | Jorge Arcas (ESP)      | 49e               |
| 145               | Lluís Mas (ESP)        | 28e               |
| 146               | Eduard Prades (ESP)    | 43e               |
| 147               | Sergio Samitier (ESP)  | 59e               |

| NTT Pro Cycling NTT | NTT Pro Cycling NTT       | NTT Pro Cycling NTT |
| ------------------- | ------------------------- | ------------------- |
| Num                 | Coureur                   | Pos                 |
| 151                 | Giacomo Nizzolo (ITA)     | 100e                |
| 152                 | Ryan Gibbons (RSA)        | 26e                 |
| 153                 | Samuele Battistella (ITA) | 56e                 |
| 154                 | Danilo Wyss (SUI)         | 34e                 |
| 155                 | Stefan de Bod (RSA)       | 52e                 |
| 156                 | Rasmus Tiller (NOR)       | 90e                 |
| 157                 | Dylan Sunderland (AUS)    | 63e                 |

| Jumbo-Visma TJV | Jumbo-Visma TJV          | Jumbo-Visma TJV |
| --------------- | ------------------------ | --------------- |
| Num             | Coureur                  | Pos             |
| 161             | George Bennett (NZL)     | 8e              |
| 162             | Chris Harper (AUS)       | 32e             |
| 163             | Lennard Hofstede (NED)   | 78e             |
| 164             | Timo Roosen (NED)        | 69e             |
| 165             | Bert-Jan Lindeman (NED)  | 111e            |
| 166             | Antwan Tolhoek (NED)     | 53e             |
| 167             | Taco van der Hoorn (NED) | 119e            |

| Bahrain McLaren TBM | Bahrain McLaren TBM       | Bahrain McLaren TBM |
| ------------------- | ------------------------- | ------------------- |
| Num                 | Coureur                   | Pos                 |
| 171                 | Yukiya Arashiro (JPN)     | 29e                 |
| 172                 | Domen Novak (SLO) (route) | 104e                |
| 173                 | Rafael Valls (ESP)        | NP-3                |
| 174                 | Marco Haller (AUT)        | 79e                 |
| 175                 | Hermann Pernsteiner (AUT) | 10e                 |
| 176                 | Luka Pibernik (SLO)       | 41e                 |
| 177                 | Santiago Buitrago (COL)   | 19e                 |

| EF Pro Cycling EF1 | EF Pro Cycling EF1         | EF Pro Cycling EF1 |
| ------------------ | -------------------------- | ------------------ |
| Num                | Coureur                    | Pos                |
| 181                | Kristoffer Halvorsen (NOR) | 65e                |
| 182                | Mitchell Docker (AUS)      | 122e               |
| 183                | Jens Keukeleire (BEL)      | 55e                |
| 184                | Lachlan Morton (AUS)       | 103e               |
| 185                | Thomas Scully (NZL)        | 108e               |
| 186                | Neilson Powless (USA)      | 15e                |
| 187                | Jonas Rutsch (GER)         | 68e                |

| UniSA-Australia AUS | UniSA-Australia AUS   | UniSA-Australia AUS |
| ------------------- | --------------------- | ------------------- |
| Num                 | Coureur               | Pos                 |
| 191                 | Nicholas White (AUS)  | 125e                |
| 192                 | Tyler Lindorff (AUS)  | AB-4                |
| 193                 | Samuel Jenner (AUS)   | 94e                 |
| 194                 | Jarrad Drizners (AUS) | 22e                 |
| 195                 | Sam Welsford (AUS)    | 116e                |
| 196                 | Kelland O'Brien (AUS) | AB-4                |
| 197                 | Cameron Scott (AUS)   | 115e                |